# Nadine Strossen

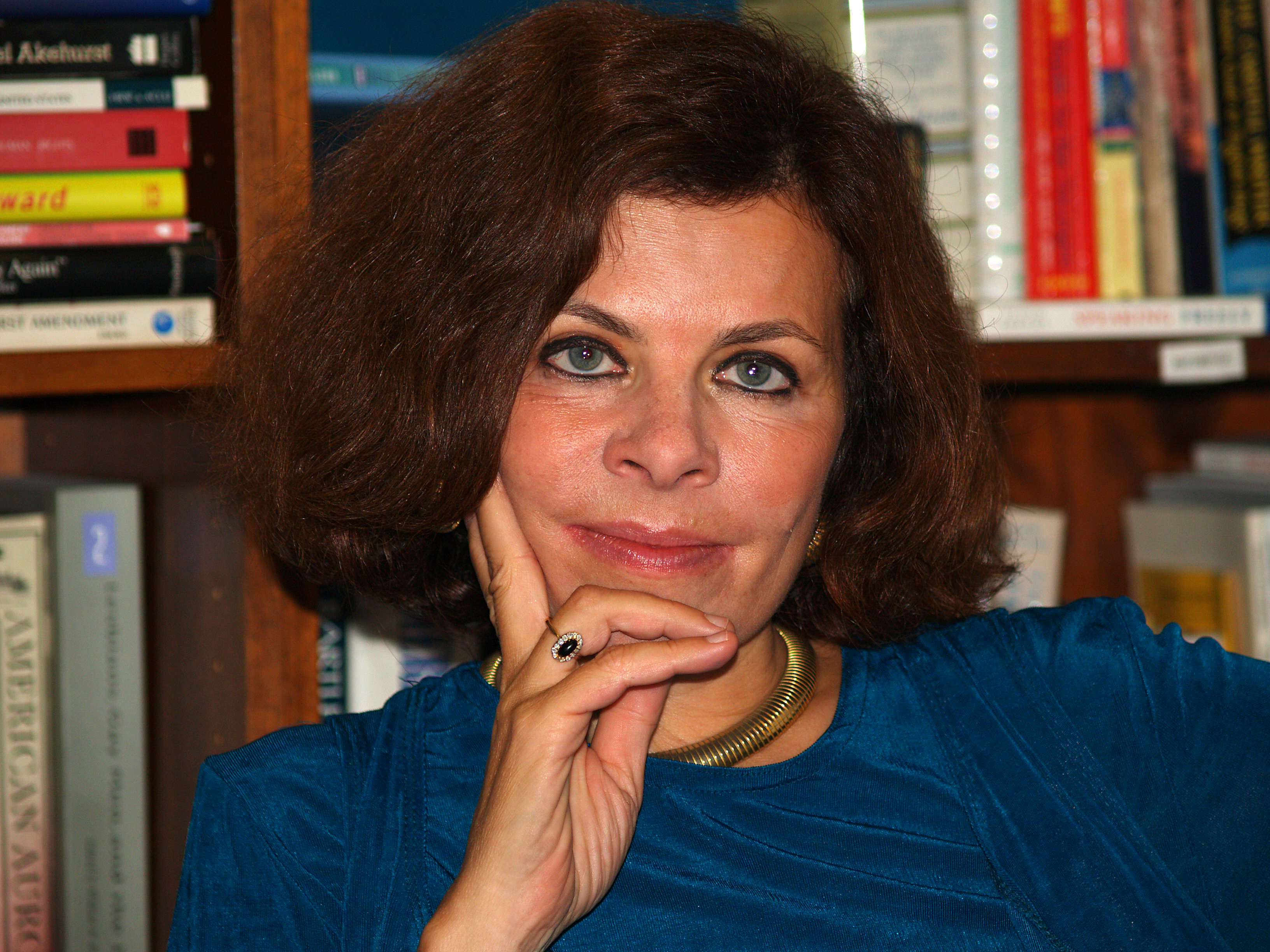
Nadine Strossen (2007)

Nadine Strossen (* 18. August 1950 in Jersey City, New Jersey) ist eine US-amerikanische Juristin, Bürgerrechtlerin und ehemalige Präsidentin der American Civil Liberties Union (ACLU). Sie ist sowohl die erste Frau als auch die jüngste Person, die je den Vorsitz der ACLU übernahm. Ferner ist sie Beisitzerin im Council on Foreign Relations. Sie gehört nach Einschätzung von Magazinen wie National Law Journal, Working Woman Magazine und Vanity Fair zu den einflussreichsten Frauen und Juristen der USA. Sie arbeitet an der New York Law School als Professorin für Verfassungsrecht und Internationale Menschenrechte.

## Biografie
Strossen wurde 1950 in Jersey City geboren. Ihren Abschluss machte sie 1972 am Harvard College, in dieser Zeit war sie Mitglied der Studentenverbindung Phi Beta Kappa. Drei Jahre später promovierte sie mit magna cum laude an der Harvard Law School und profilierte sich als Autorin der Harvard Law Review.
Bevor sie 1989 den Ruf an die New York Law School erhielt und annahm, arbeitete sie neun Jahre als Rechtsanwältin in Minneapolis und New York City.
Im Februar 1991 wurde sie Präsidentin der ACLU und übernahm damit die durch den Abtritt von Norman Dorsen freigewordene Stelle. Als Präsidentin hält Strossen über 200 öffentliche Vorträge pro Jahr und gibt zahlreiche Interviews und Stellungnahmen zu Bürger- und Grundrechtsfragen. Medial genießt sie hierdurch eine breite Wahrnehmung und erhielt zahlreiche Auszeichnungen und Ehrungen.
Strossen ist ein aktives Mitglied der NORML, einer US-amerikanischen Organisation, die sich für die Entkriminalisierung und Legalisierung von Marihuana einsetzt. Ferner engagiert sie sich im Beirat der National Youth Rights Association und ist ein Gründungsmitglied der Feminists for Free Expression.
Verheiratet ist Strossen mit Eli Noam, einem Wirtschaftsprofessor an der Columbia University.